# Elina Danielyan
Elina Danielyan (in armeno Էլինա Դանիելյան?; Baku, 16 agosto 1978) è una scacchista armena, grande maestro.

## Carriera

### Giovanili e juniores
Nel 1991 diventò a tredici anni campionessa under 18 della CSI.
Nello stesso anno vinse a Minsk il campionato europeo di scacchi rapidi. Nel 1992 vinse il campionato del mondo giovanile under 14 femminile, ripetendo il successo nel 1993 nella categoria under 16 femminile.

### Risultati individuali
Ha vinto sei volte (1993, 1994, 1999, 2000, 2002 e 2004) il campionato armeno femminile.
Nel 2009 si classificò seconda (dopo Humpy Koneru) nella tappa di Istanbul del Grand Prix FIDE femminile, ottenendo la seconda norma di grande maestro, titolo che il congresso FIDE di Chanty-Mansijsk le ha riconosciuto nell'ottobre 2010.
In marzo 2011 si è classificata prima a pari merito nella tappa di Doha del Grand Prix femminile con Humpy Koneru, ma quest'ultima ha prevalso per spareggio tecnico Buholz, qualificandosi per il match per il titolo mondiale femminile contro Hou Yifan.
Nel novembre 2018 ha preso parte al campionato del mondo femminile, in cui viene eliminata al primo turno dalla vietnamita naturalizzata ungherese Hoang Thanh Trang per 1½ - 2½ dopo gli spareggi rapid.
Nell'agosto 2021 ha vinto il campionato europeo femminile a Iași (Romania) col punteggio di 9/11, precedendo di mezzo punto l'ucraina Julija Os'mak.

### Nazionale
Dal 1992 al 2010 ha partecipato con la nazionale armena femminile a dieci olimpiadi, di cui otto volte in prima scacchiera. Nel 1993 ha vinto con l'Armenia il campionato europeo femminile a squadre di Plovdiv.

## Onorificenze
Nel 2003 ha ricevuto la medaglia Movses Khorenatsi ed è stata nominata atleta dell'anno dell'Armenia.